# Violet Gibson
Violet Albina Gibson (n. 31 august 1876, Dublin, Regatul Unit al Marii Britanii și Irlandei – d. 2 mai 1956, Northampton, Anglia, Regatul Unit) a fost o femeie de origine irlandeză care a încercat să-l asasineze pe Benito Mussolini în 1926. A fost eliberată fără a fi judecată, dar și-a petrecut restul vieții într-un spital de psihiatrie din Anglia.
Era fiica lui Lord Ashbourne⁠(d), Lordul Cancelar al Irlandei⁠(d).

## Tinerețea
Violet Gibson s-a născut la Dublin, în Irlanda, la 31 august 1876. Tatăl ei era un avocat și politician irlandez, Edward Gibson⁠(d), care a fost înnobilat ca Baron Ashbourne⁠(d) în 1885. Mama ei, Frances, era adeptă a științei creștine. Violet a cochetat cu teosofia înainte de a deveni romano-catolică în 1902. Ea a fost prezentată ca debutantă⁠(d) la curte în timpul domniei reginei Victoria.
Gibson a suferit de grave probleme de sănătate de-a lungul vieții. A avut o criză de nervi în 1922; a fost declarată nebună și internată într-o instituție de psihiatrie timp de doi ani. Ea a încercat să se sinucidă la Roma la începutul anului 1925.

## Împușcarea lui Mussolini

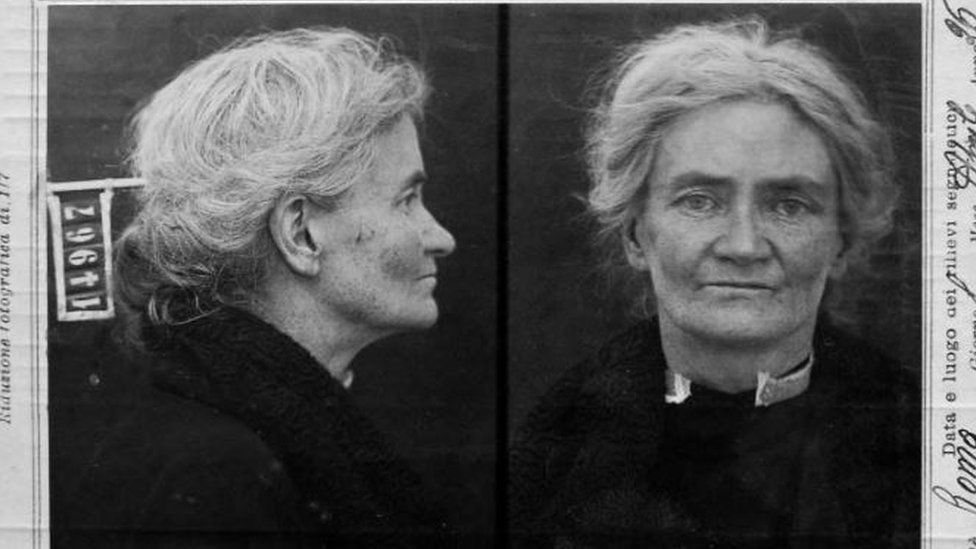
Gibson fotografiată după arestarea ei în 1926

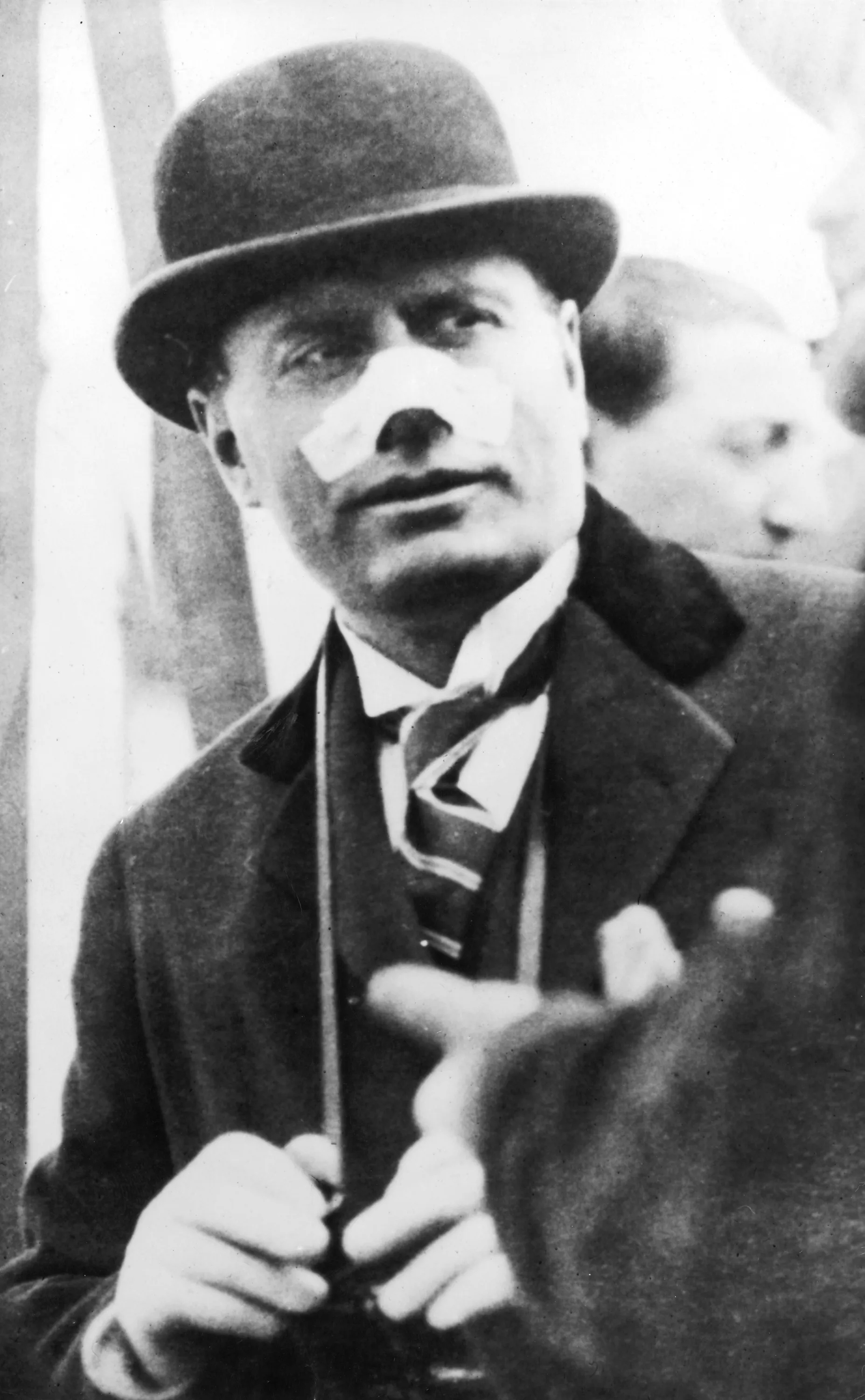
Mussolini cu nasul bandajat după împușcarea de către Gibson

La 7 aprilie 1926, Gibson l-a împușcat pe Mussolini, liderul Partidului Național Fascist din Italia, în timp ce se plimba prin mulțimea din Piazza del Campidoglio⁠(d) din Roma, după ce părăsise o adunare a Congresului Internațional al Chirurgilor, în fața căruia ținuse un discurs despre minunile medicinei moderne. Gibson se înarmase cu o piatră pentru a sparge geamul mașinii lui Mussolini, dacă avea să fie necesar, și cu un revolver Modèle 1892 ascuns într-un șal negru. Ea a tras un singur foc de armă, dar Mussolini și-a mișcat capul chiar în acel moment și glonțul l-a rănit la nas; a încercat din nou, dar arma nu s-a mai declanșat. Fiul lui Mussolini dă în memoriile sale o relatare alternativă, povestind că Gibson ar fi tras de două ori, că o dată a ratat și o dată a zgâriat nasul lui Mussolini. Gibson a fost aproape linșată pe loc de mulțimea furioasă, dar poliția a intervenit și a luat-o pentru interogatoriu. Mussolini a fost rănit doar ușor, și a spus că rana lui este „un simplu fleac”, iar după ce i-a fost bandajat nasul și-a continuat parada pe Dealul Capitoliului.
S-a crezut că Gibson era nebună în momentul atacului și că ideea de a-l asasina pe Mussolini era doar a ei și că a lucrat singură. Ea le-a spus interogatorilor că l-a împușcat pe Mussolini „pentru gloria lui Dumnezeu”, care trimisese cu bunăvoință un înger să-i țină brațul neclintit. Deoarece nu deținea cetățenia Statului Liber Irlandez din cauza opiniilor ei unioniste, a fost deportată în Regatul Unit după ce a fost eliberată fără a fi judecată, la cererea lui Mussolini, faptă pentru care a primit mulțumirile guvernului britanic. Tentativa de asasinat a declanșat un val de sprijin popular pentru Mussolini, care a dus la adoptarea unei legislații pro-fasciste care a ajutat la consolidarea controlului său asupra Italiei. Gibson și-a petrecut restul vieții într-un spital de psihiatrie, St Andrew's Hospital⁠(d) din Northampton, în ciuda cererilor repetate pentru eliberarea ei. A murit la 2 mai 1956 și a fost înmormântată în cimitirul Kingsthorpe⁠(d) din Northampton.

## Memoria
The Irishwoman Who Shot Mussolini, un documentar radio din 2014, a fost realizat de Siobhán Lynam pentru RTÉ Radio 1⁠(d). Un documentar dramatic, Violet Gibson, The Irish Woman Who Shot Mussolini (2020) cu Olwen Fouéré⁠(d), a fost comandat de TG4⁠(d) și produs de Barrie Dowdall și Siobhán Lynam. Povestea lui Gibson este subiectul piesei Violet Gibson: The Woman Who Shot Mussolini de Alice Barry⁠(d).

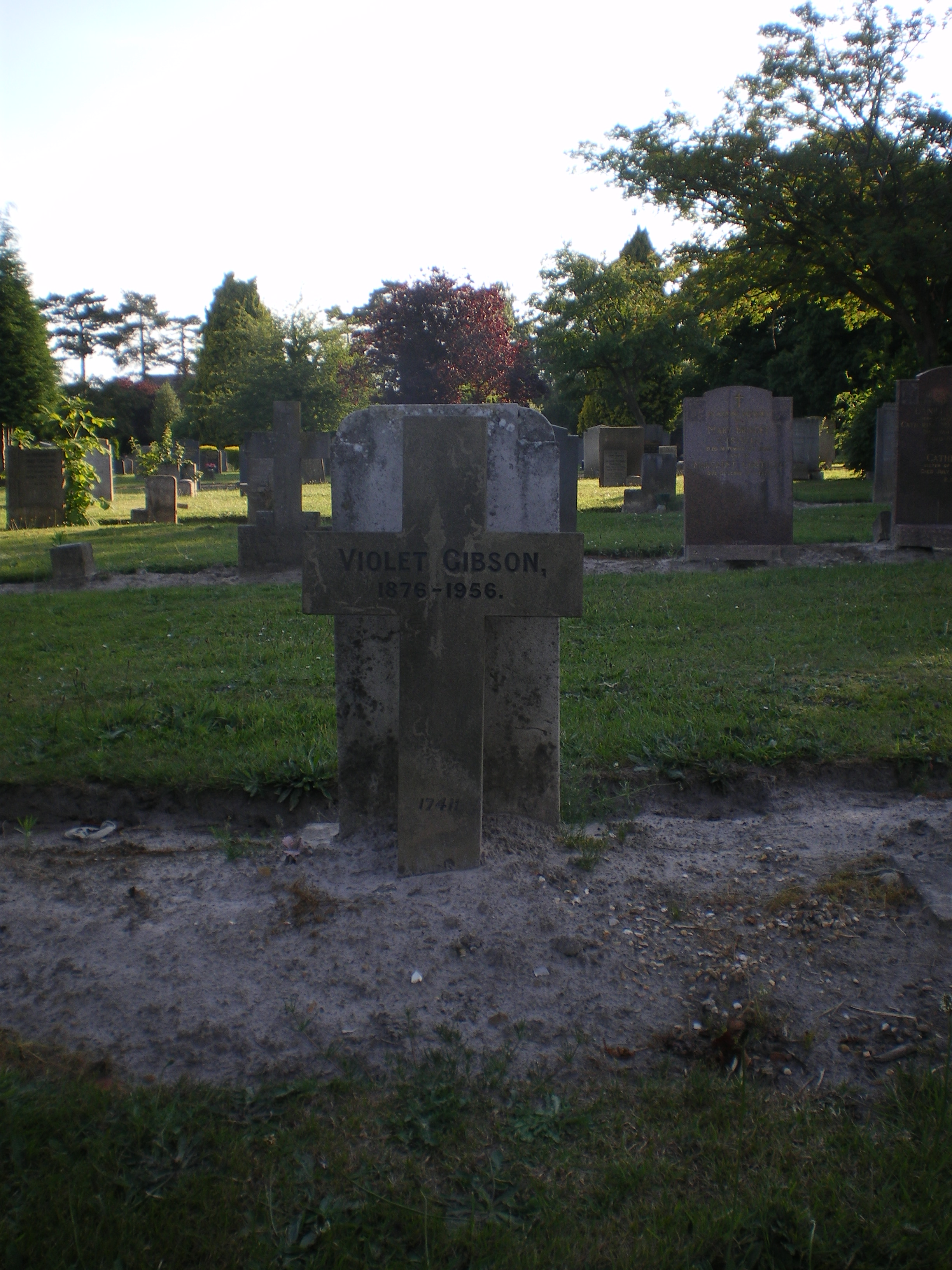
Piatra ei funerară din cimitirul Kingsthorpe

Cântăreața Lisa O'Neill⁠(d) a lansat pe albumul Heard a Long Gone Song cântecul „Violet Gibson” care relatează povestea ei. Nuvela lui Evelyn Conlon⁠(d) „Dear You” oferă o relatare epistolară a evenimentelor din punctul de vedere al lui Gibson. Povestea a apărut pentru prima dată în italiană și în engleză în Tratti Review (Numero Novantatre, Italia, mai 2013) și, ulterior, în Accenti: The Magazine with an Italian Accent (Canada). Povestea apare și în colecția lui Conlon Moving About the Place (Blackstaff, 2021). În martie 2021, Consiliul Local din Dublin a aprobat plasarea unei plăci memoriale pe casa copilăriei ei din Merrion Square⁠(d) pentru a o comemora pe Gibson ca „o antifascistă hotărâtă”. Aceasta a fost dezvelită în octombrie 2022.